# Semiha Yankı
Semiha Yankı (Istanboel, 15 januari 1958) is een Turkse zangeres.

## Biografie
Yankı werd geboren uit een gezin van circusartiesten. Ook zijzelf trad in haar jeugdjaren op in het circus. Toen haar broer tijdens een show van de trapeze viel en stierf, wendde Semiha zich tot de muziek. In 1975 waagde ze haar kans in de Turkse preselectie voor het Eurovisiesongfestival. Turkije zou dat jaar debuteren op het liedjesfestival. Met het nummer Seninle bir dakika eindigde ze ex aequo met de groep Cici Kızlar, dat Delisin te berde bracht. De jury besloot hierop om het lot te laten beslissen wie naar het Eurovisiesongfestival mocht. Yankı had het geluk aan haar kant en mocht zodoende naar Stockholm afreizen. Daar eindigde ze met amper drie punten op de laatste plaats.
1975: Semiha Yankı · 
1978: Nilüfer & Nazar · 
1980: Ajda Pekkan · 
1981: Modern Folk Trio & Ayşegül · 
1982: Neco · 
1983: Çetin Alp & The Short Waves · 
1984: Beş Yıl Önce On Yıl Sonra · 
1985: MFÖ · 
1986: Klips ve Onlar · 
1987: Seyyal Taner & Lokomotif · 
1988: MFÖ · 
1989: Pan · 
1990: Kayahan · 
1991: İzel Çeliköz, Reyhan Karaca & Can Uğurluer · 
1992: Aylin Vatankoş · 
1993: Burak Aydos · 
1995: Arzu Ece · 
1996: Şebnem Paker · 
1997: Şebnem Paker & Grup Etnik · 
1998: Tüzmen · 
1999: Tuba Önal & Grup Mistik · 
2000: Pınar Ayhan & Grup SOS · 
2001: Sedat Yüce · 
2002: Buket Bengisu & Grup Safir · 
2003: Sertab Erener · 
2004: Athena · 
2005: Gülseren · 
2006: Sibel Tüzün · 
2007: Kenan Doğulu · 
2008: Mor ve Ötesi · 
2009: Hadise · 
2010: MaNga · 
2011: Yüksek Sadakat · 
2012: Can Bonomo